# Cacopsylla rhamnicola
Cacopsylla rhamnicola är en insektsart som först beskrevs av Scott 1876.  Cacopsylla rhamnicola ingår i släktet Cacopsylla och familjen rundbladloppor. Enligt den finländska rödlistan är arten sårbar i Finland. Arten är reproducerande i Sverige. Artens livsmiljö är hagmarker och lövängar. Inga underarter finns listade i Catalogue of Life.